# Kverulant.org
Kverulant.org je česká obecně prospěšná společnost, která se zaměřuje na watchdoging, Byla založena v 23. července 2009. Jejím zakladatelem a ředitelem je Vojtěch Razima. Do roku 2014 vystupovala také pod názvem Acta non verba, tedy z latinského „Jednat, ne jenom mluvit“, což zůstalo deklarovaným základním principem činnosti organizace.

## Činnost
Hlavní náplní činnosti organizace Kverulant.org je:
- Investigativní žurnalistika zaměřená na kauzy ve veřejném sektoru
- Podávání trestních oznámení a žalob v případech podezření na korupci
- Informování veřejnosti o zjištěných kauzách prostřednictvím médií a vlastních webových stránek
- Prosazování větší transparentnosti ve veřejné správě

## Významné kauzy
Mezi významné kauzy, kterými se Kverulant.org zabýval, patří:
- Odhalení předražených zakázek na ministerstvech
- Upozornění na nehospodárné nakládání s majetkem státních podniků
- Kritika netransparentního financování politických stran

## Spolupracovníci
Jedním ze spolupracovníků a statutárních orgánů Kveruant.org je Jan Urban, novinář, pedagog, disident komunistického režimu, signatář Charty 77, spoluzakladatel, lídr a mluvčí Občanského fóra a architekt Jan Holna 

## Financování
Kverulant.org je financován z darů od soukromých osob a firem. Organizace odmítá přijímat dotace od státu či Evropské unie, aby si zachovala nezávislost.

## Právní forma
Kverulant.org byl založen jako obecně prospěšná společnost podle zákona č. 248/1995 Sb. o obecně prospěšných společnostech. Po zrušení tohoto zákona k 1. lednu 2014 se nadále řídí jeho ustanoveními, jak umožňuje nový občanský zákoník.